# Équipe Anjou
Équipe Anjou era un partido político de Montreal cuyo líder es Luis Miranda.
En las elecciones municipales del 6 de noviembre de 2005, obtuvo cinco representantes, unos de los cuales en el consejo municipal, lo que lo hacía el tercer partido en importancia en Montreal. El partido sólo representaba al distrito de Anjou.